# Hucisko (Lubliniec)
Pour les articles homonymes, voir Hucisko.
Hucisko est une localité polonaise de la gmina de Boronów, située dans le powiat de Lubliniec en voïvodie de Silésie.